# シェイク・ディアバテ
シェイク・ティディアン・ディアバテ（Cheikh Tidiane Diabaté, 1988年4月25日 - ）は、マリ共和国・バマコ出身のサッカー選手。アル・ガラファ所属。ポジションはFW。

## 経歴

### クラブ

#### ボルドー
マリのサッカー界の英雄サリフ・ケイタが創設し、マアマドゥ・ディアッラやセイドゥ・ケイタ等を輩出してきたセントル・サリフ・ケイタでキャリアを始め、2006年夏、18歳の時にFCジロンダン・ボルドーの下部組織に入団。2007年にBチームが所属する4部で35試合18得点と活躍したことで2008-09シーズンにトップチームへ引き上げられ、2008年5月にアブドゥ・トラオレ, フロイド・アイテ, ヴィルフリード・モワンベと共に初プロ契約を結んだ。しかし、チームには経験豊富なFWが多数在籍していたことから、ローラン・ブラン監督は経験を積ませるため、7月4日にリーグ・ドゥのACアジャクシオへ貸し出した。

#### ローンでの活動
開幕戦のLBシャトールー戦で敗れはしたものの、デビュー戦で90分フル出場を果たした。2試合目のスタッド・ランス戦（3-1）で2得点を決め、自身の力を証明すると、それから3週間後のヴァンヌOC戦（4-0）でも再び2得点を挙げた。以降の3週間に行われたスタッド・ブレスト29戦, クレルモン・フット戦, ニーム・オリンピック戦でそれぞれ1得点を決め、EAギャンガン戦, RCランス戦, アンジェSCO戦, USブローニュ戦では決勝点を挙げる活躍を見せた。また、SCバスティアとのコルシカダービーでホームとアウェー共に得点を決めた。このシーズンのチームは、降格圏から勝ち点差わずか1と苦しんだものの、ディアバテは得点ランクトップから4点差の14得点を挙げ、残留に一役買った。
アジャクシオでの活躍から所有元のボルドーと2013年6月まで契約延長を勝ち取り、7月1日にボルドーに復帰するも、7月20日に今度はリーグ・アンのASナンシーに貸し出された。しかし、ナンシーでは練習に参加する前に負傷したことで合流が遅れ、暫くは4部に所属するBチームでプレーし5得点を記録。2009年11月7日のASサンテティエンヌ戦でついにデビューを果たすも、最終的にリーグ戦では僅か2試合にとどまった。

#### ボルドー復帰
2010-11シーズンにボルドーに復帰してからは出場機会を増やし、2011年3月6日のスタッド・ブレスト29戦（3-1）で92分にリーグ・アンで初得点を挙げ、クープ・ドゥ・フランスで2試合2得点を記録。6月1日に契約を2015年6月まで延長した。
翌シーズンは前半戦でスタメン10試合に出場し、アフリカネイションズカップ2012出場のため一時チームを離脱した。フランスに戻ってきてからは、ヨアン・グフランの負傷もあり第29節パルク・デ・プランスでのパリ・サンジェルマンFC戦（1-1）でスタメン復帰し、ニコラ・モーリス＝ブレイのアシストから得点を決めた。その後は、グフラン, モーリス＝ブレイ, ジュシエの控えとして途中出場が主だったものの、UEFAヨーロッパリーグ 2012-13出場権が掛かった最終節のサンテティエンヌ戦（3-2）でモーリス＝ブレイとジュシエが出場停止と負傷のためスタメン出場をすると、2得点を挙げ、さらにグフランの得点をアシストするなど全得点に絡む活躍を見せ、チームをリーグ5位に押し上げると共にヨーロッパリーグ出場権獲得に貢献した。
2013-14シーズンは膝の故障を抱えながらの出場となったが、最終的に25試合に出場し12ゴールを記録した。

### 代表
2005年にU-17代表としてアフリカ U-17選手権に出場し、グループリーグ全3試合で得点を挙げたものの決勝トーナメント進出は失敗した。その大会から1ヶ月も経たないうちに、6月5日の2006 FIFAワールドカップ・アフリカ予選のリベリア代表戦（4-1）で85分にドラマヌ・クリバリーと交代でピッチに入り、A代表デビューを果たした。また、2012年にはアフリカネイションズカップ2012に出場し、ガーナとの3位決定戦の2得点を含め合計3得点を挙げ、得点王の1人として大会を終えた。

## プレースタイル
194cmと大柄なため、スピードはそれ程ないものの足元のテクニックに非常に長けている。ゴール前でボールを受けてタメを作り、味方へアシストを供給することも多い。長い足を活かしたゴールが得意であり、頭の高さほどのボールでも足でゴールを決めるなど身体能力の高さがうかがえる。

## タイトル
クラブ
ボルドー
- クープ・ドゥ・フランス 2012-13

## 個人成績
代表での得点
| #   | 日時           | 場所                   | 対戦相手     | スコア | 最終結果 | 大会                                     |
| --- | -------------- | ---------------------- | ------------ | ------ | -------- | ---------------------------------------- |
| 1.  | 2008年11月18日 | ルーアン               | アルジェリア | 1–0    | 1–1      | 親善試合                                 |
| 2.  | 2011年3月26日  | バマコ                 | ジンバブエ   | 1-0    | 1–0      | アフリカネイションズカップ2012予選       |
| 3.  | 2011年8月10日  | モナスティル           | チュニジア   | 2–3    | 2–4      | 親善試合                                 |
| 4.  | 2011年9月3日   | バマコ                 | カーボベルデ | 1–0    | 3–0      | アフリカネイションズカップ2012予選       |
| 5.  | 2011年9月3日   | バマコ                 | カーボベルデ | 2–0    | 3–0      | アフリカネイションズカップ2012予選       |
| 6.  | 2011年10月8日  | モンセラード郡         | リベリア     | 1–1    | 2–2      | アフリカネイションズカップ2012予選       |
| 7.  | 2012年2月5日   | リーブルヴィル         | ガボン       | 1–1    | 1–1      | アフリカネイションズカップ2012           |
| 8.  | 2012年2月11日  | マラボ                 | ガーナ       | 1–0    | 2–0      | アフリカネイションズカップ2012           |
| 9.  | 2012年2月11日  | マラボ                 | ガーナ       | 2–0    | 2–0      | アフリカネイションズカップ2012           |
| 10. | 2012年9月8日   | バマコ                 | ボツワナ     | 1–0    | 3–0      | アフリカネイションズカップ2013予選       |
| 11. | 2012年10月13日 | ハボローネ             | ボツワナ     | 1–0    | 4–1      | アフリカネイションズカップ2013予選       |
| 12. | 2013年6月16日  | バマコ                 | ベナン       | 2–2    | 2–2      | 2014 FIFAワールドカップ・アフリカ予選    |
| 13. | 2014年3月5日   | サン・ルー・ラ・フォレ | セネガル     | 1–1    | 1–1      | 親善試合                                 |
| 14. | 2014年9月7日   | バマコ                 | マラウイ     | 2–0    | 2–0      | アフリカネイションズカップ2015予選       |
| 15. | 2015年11月17日 | バマコ                 | ボツワナ     | 1–0    | 2–0      | 2018 FIFAワールドカップ・アフリカ2次予選 |